# Karlshof (Neulewin)
Karlshof ist ein Gemeindeteil der amtsangehörigen Gemeinde Neulewin im Landkreis Märkisch-Oderland (Brandenburg). Die Gemeinde Neulewin wird vom Amt Barnim-Oderbruch verwaltet.

## Geographische Lage
Der Ort liegt direkt nördlich der Alten Oder, zwei Kilometer nördlich von Neulewin.

## Geschichte

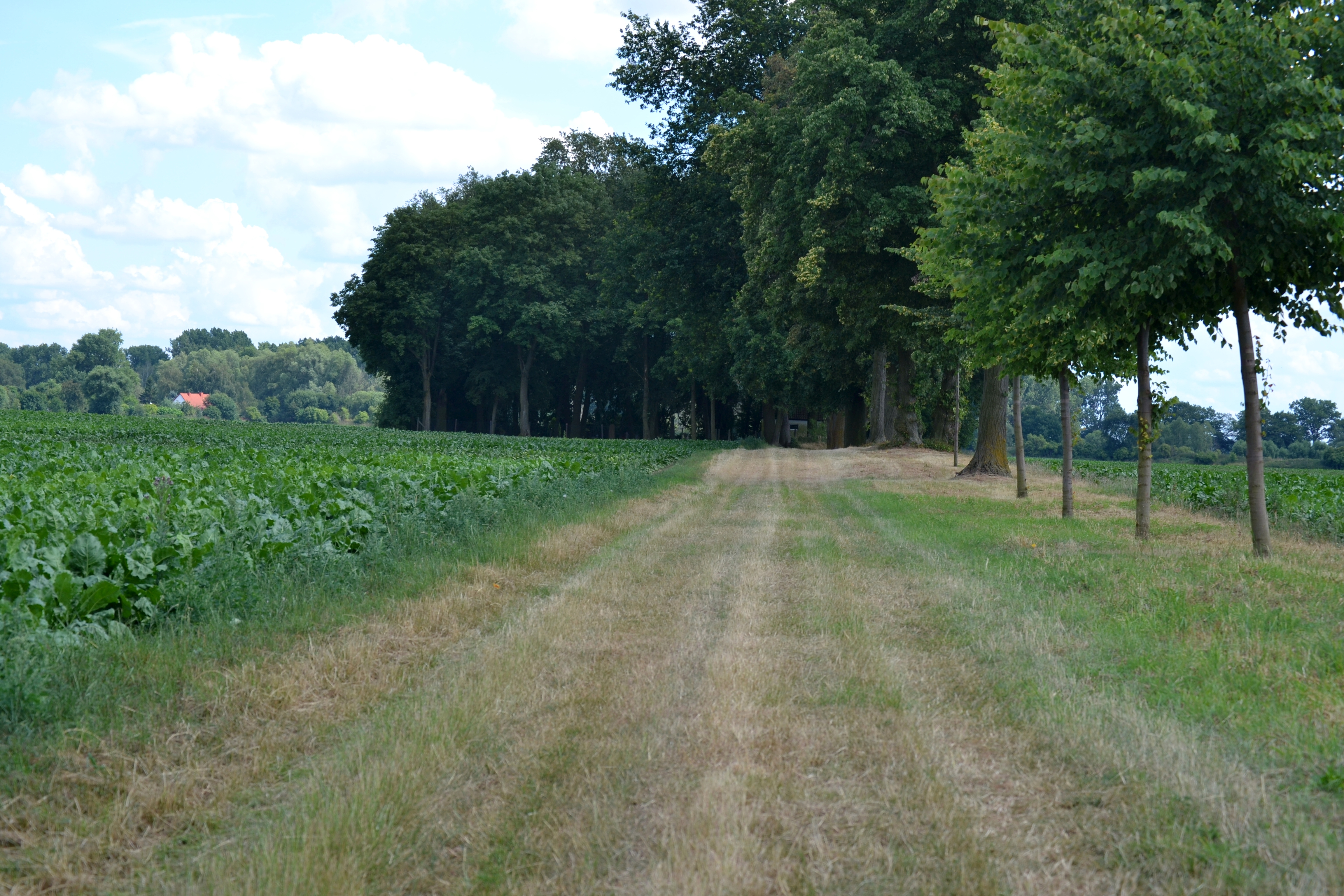
Friedhof Karlshof.

Karlshof wurde 1754/56 als Vorwerk der Johanniterkomturei Grüneberg (Ballei Brandenburg) durch den Herrenmeister Markgraf Karl von Brandenburg-Schwedt (Enkel des Großen Kurfürsten) gegründet. Die ursprünglichen Namensformen waren Karlsvorwerk und Güstebieser Herrenwiese. Erstausstattung ca. 300 ha. 1763 31 Einwohner. Erster Pächter war Amtsrat Tornarius, danach Amtsrat Heyden. 1770 Vernichtung des Gutes („Karlsvorwerk“, BLHA Rep. 9B C.4395) durch Brand. Ab 1772 Verpachtung an Kammerrat Johannes und Wiederaufbau. 1799 gehörten zum Gut zehn Wohnhäuser für Familien mit 195 Einwohnern. 1837 wurde ein Betsaal in der Schule eingerichtet. Davor wurde 1838 ein Glockenstuhl aufgestellt, dieser wurde 1972 wegen Baufälligkeit abgetragen. Im Jahre 2003 wurde für die Glocke aus dem Jahre 1837 ein neuer Glockenstuhl errichtet.
Nach dem Zweiten Weltkrieg wurde das Gutshaus in zwei Wohnhäuser umgewandelt, dabei wurde der mittlere Teil abgerissen. 1952 wurde eine LPG Typ I gegründet.
Zum 1. Januar 1974 wurde Karlshof in die der Gemeinde Neulietzegöricke eingemeindet, aber am 1. April 1991 wieder ausgegliedert. Am 3. Oktober 1991 wurde Karlshof nach Neulewin eingemeindet. Zum 26. Oktober 2003 wurde schließlich auch Neulietzegöricke nach Neulewin eingemeindet.
Einen Kilometer nördlich von Karlshof liegt ein, bis 1990 von der Interflug betriebener, ehemaliger Agrarflugplatz. Von 1927 bis zum 2. Weltkrieg bestand ein Feldbahnanschluß zur Oderbruchbahn bei Kerstenbruch.

## Baudenkmale

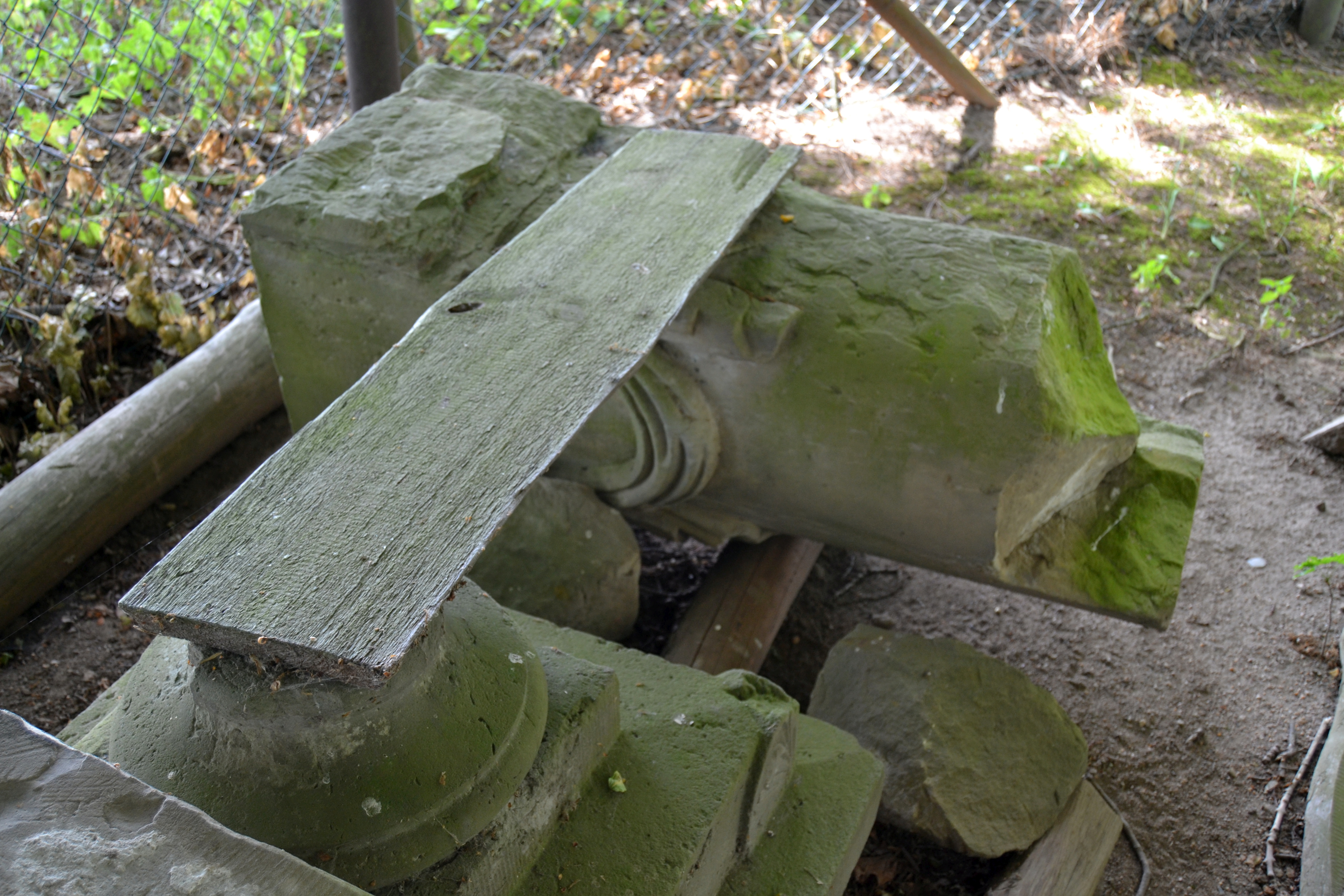
Reste der Grabstätte der Familie Johannes auf dem Friedhof von Karlshof.

Im Ort sind zwei Gebäude denkmalgeschützt.
- Transformationsstation: Das Transformationshaus wurde im Jahre 1929 errichtet, in diesem Jahr wurde der Ort elektrifiziert. Es ist ein turmähnlicher Bau mit quadratischem Grundriss und einem Satteldach. Die Transformationsstation liegt nördlich des Dorfes an der Straße nach Neulietzegöricke.

- Grabstätte der Familie Johannes auf dem Friedhof: Der Friedhof liegt nordöstlich des Ortes. Die Grabstätte besteht aus acht Grabmalen. Diese entstanden von Ende des 18. Jahrhunderts bis zum Jahr 1860. Die Grabmale erinnern an Angehörige der Gutsverwalter beziehungsweise der Gutsbesitzer.

## Trivia
Der Markgraf ließ eine ganze Reihe von Etablissements (Siedlungen) anlegen, die nach ihm benannt wurden, insgesamt 10 Siedlungen. Der Name "Karlshof" wurde zuerst für die Siedlung Grube bei Neutrebbin benutzt (1757 - 15 Familien).